# Глобус льотчиків і дослідників
Глобус льотчиків і дослідників (AGS Fliers' and Explorers' Globe).
Глобус, подарований Американському географічному товариству президентом Товариства Джоном Фінлі (John H. Finley) в 1929 році. Будучи одночасно головним редактором газети «Нью-Йорк Таймс» (New York Times), Фінлі запропонував схематично позначити на глобусі маршрути польотів і експедицій, зроблених великими льотчиками і дослідниками в різний час, супроводжуючи маршрути цих польотів і експедицій автографами їх учасників.
Кандидатури на підписання затверджуються Радою Американського Географічного Товариства(AGS).

## Список підписантів на Глобусі льотчиків і дослідників (AGS Fliers' and Explorers' Globe)
2012 Церемонія підписання Глобуса льотчиків відбулася 10 квітня 2012, Санкт-Петербург, Росія:
- Олексій Леонов
- Валентина Терешкова

2008 Церемонія підписання Глобуса льотчиків відбулася 12 лютого 2008, Ньюарк, Делавер:
- Lawson Brigham

2006 Церемонія підписання Глобуса льотчиків відбулася 21 листопада 2006, Каламазу, Мічиган:
- Mary Meader[en][2]

2005 Церемонія підписання Глобуса льотчиків відбулася 14 грудня 2005, Нью-Йорк:
- Jennie Darlington[en]

2004 Церемонія підписання Глобуса льотчиків відбулася 31 березня, 2004, Нью-Йорк:
- Bryan Allen[en][3]
- William R. Anderson[en][3]
- Liv Arnesen[en][3]
- Енн Бенкрофт[3]
- Сільвія Ерл[3]
- Edith Ronne[en][3]
- Табеї Дзюнко[3]

2000 Церемонія підписання Глобуса льотчиків відбулася 11 грудня 2000, Нью-Йорк:
- Walter Pitman[en][4]
- William Ryan [Архівовано 27 червня 2017 у Wayback Machine.] [Архівовано 27 червня 2017 у Wayback Machine.][4]
- Brian Jones (aeronaut)[en][4]
- Бертран Пікар[4]
- Дон Волш[4]
- Нейл Армстронг[4]

1937 Підписали Глобус льотчиків і дослідників:
- Валерій Чкалов
- Роальд Амундсен
- Вільям Елісон Андерс
- Fred Austin
- Роберт Бартлетт
- William Beebe[en]
- Олександр Бєляков
- Maurice Bellonte[en]
- Russell Boardman[en]
- Френк Борман
- Луїза Бойд
- William S. Brock[en]
- Річард Берд
- Clarence Chamberlin[en]
- L. Cotte
- Dieudonné Costes[en]
- Jacques De Sibour
- Violette De Sibour
- Амелія Ергарт
- Гуго Еккенер
- Лінкольн Елсворт
- Charles Evans[en]
- Harrison Finch
- P Gaffney
- Гарольд Гетті
- Джон Гленн
- Lawrence Gould[en]
- Keith Greenaway
- Albert A. Hegenberger[en]
- Matthew Henson[en]
- Едмунд Гілларі
- Herbert Hollick-Kenyon[en]
- Gunther von Huenefeld
- Чарльз Кінгсфорд-Сміт
- Herman Koehl
- Joseph Le Brix[en]
- Richard Light
- Чарльз Ліндберг
- Джеймс Ловелл
- George Lowe[en]
- Harry Lynch
- Harry Lyon[en]
- Lester Maitland[en]
- Jack L. Martin
- Джим Моллісон
- Фрітьйоф Нансен
- Erik Nelson[en]
- Реймонд Ортейг[en]
- Russell Owen[en]
- Роберт Пірі
- Carl O. Petersen
- John Polando[en]
- Віллі Пост
- Фінн Ронне
- Вільялмур Стефанссон
- Wolfgang von Gronau
- Leigh Wade
- 1928 — Джордж Вілкінс
- John Tuzo Wilson
- Walter Bertram  Wood[en]
- Джеймс Уорді